# Pionono
Se conoce como pionono a varios productos de repostería, muy popularizados, originarios de Granada, España. 

## En España

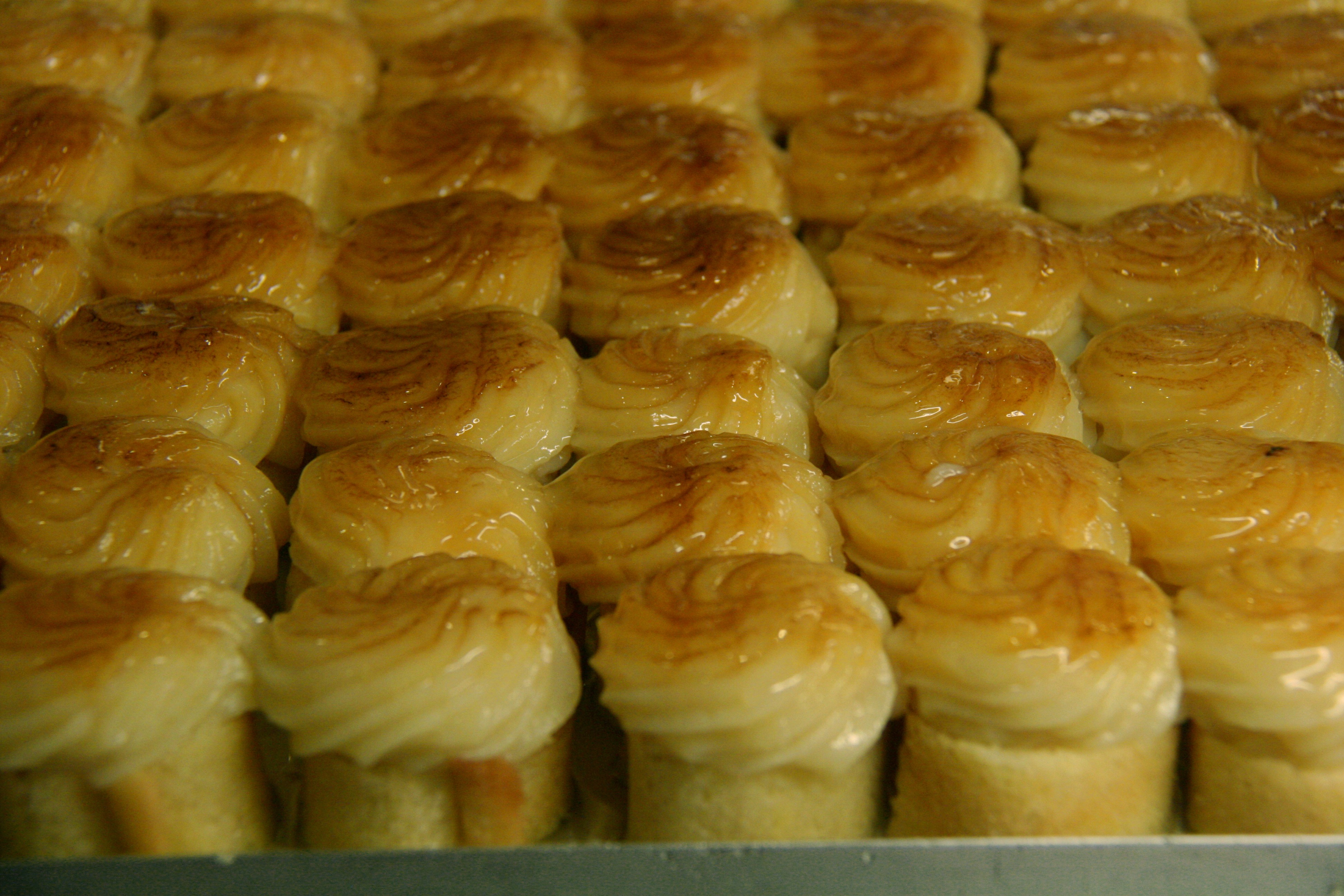
Piononos de Santa Fe.

El pionono, en España, es un pastel de tamaño pequeño elaborado tradicionalmente en Santa Fe, población muy cercana a la ciudad de Granada.

### Características
Se compone de dos partes, una fina lámina de bizcocho enrollado, formando un cilindro humedecido en un jarabe realizado con agua y azúcar en partes iguales, que le da una textura agradable y fresca, rellenado y coronado con crema tostada con un soplete.  

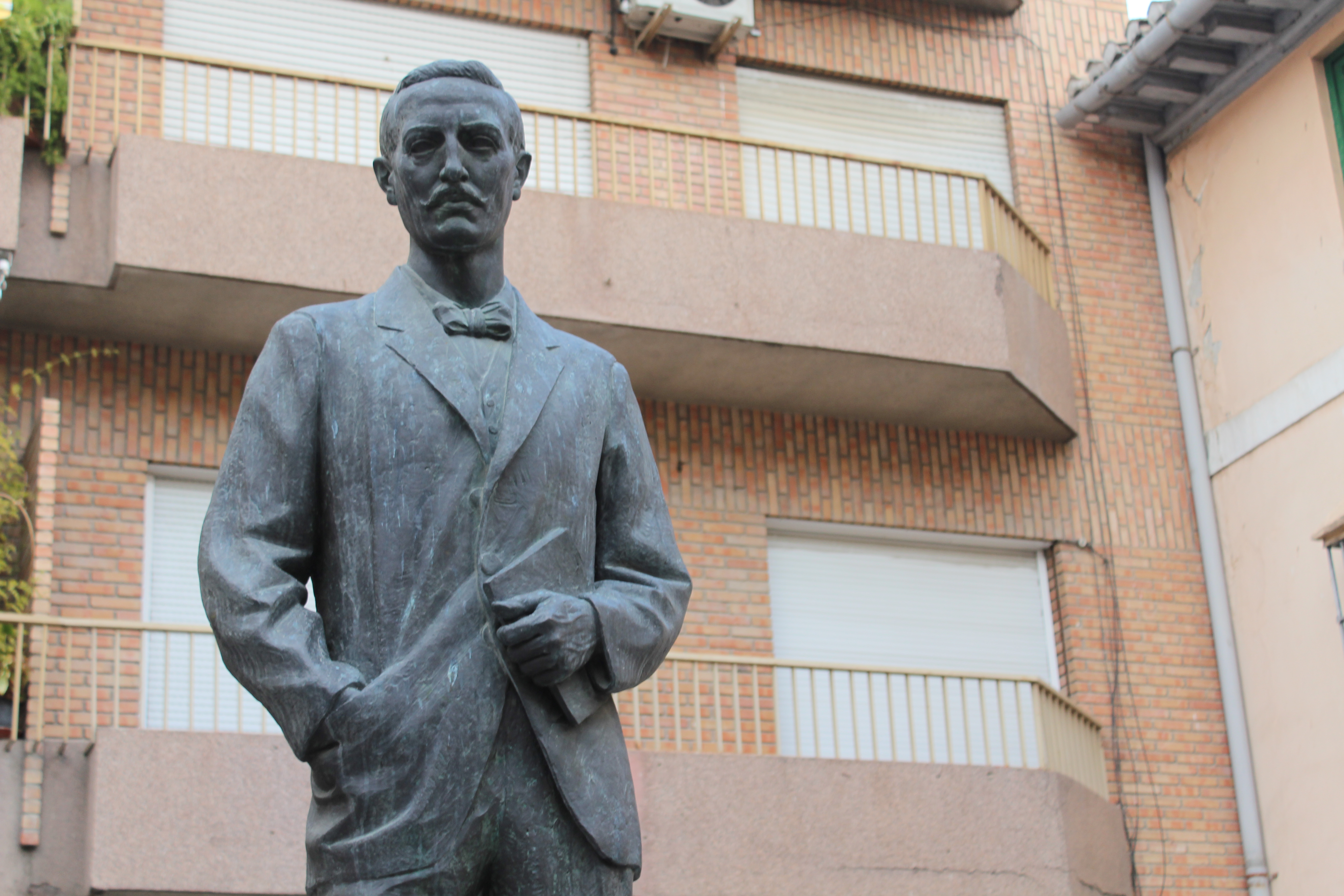
Estatua en honor al creador del pionono, Ceferino Isla, en la ciudad de Santa Fe, provincia de Granada, Andalucía.

Su forma con crema y una coronilla tostada pretende representar la silueta de la cabeza de un Papa, y el nombre alude a Pío IX, es decir Pío Noveno, o Nono, el último pontífice en detentar la soberanía de Roma, el de más largo reinado (después de san Pedro) y quien proclamó el dogma de la Inmaculada Concepción. Según la versión más difundida su creación se atribuye al pastelero Ceferino Isla González, muy devoto de la Inmaculada, en algún momento posterior al año 1897. No obstante,  la primera referencia de este dulce aparece el 18 de marzo de 1858 en la prensa madrileña.
En cuanto a su grafía, era conocido como «pío nono» o «píos nonos», y fue Leopoldo Alas «Clarín» quien, en su novela La Regenta (1884), lo menta como «pionono».

## En América
En algunos países de América. (Argentina, Colombia, Chile, Paraguay, Perú, Uruguay, y Venezuela) se llama pionono a una masa básica de repostería que consiste en una fina lámina de bizcochuelo. Este bizcocho se rellena y enrolla hasta formar un cilindro que luego es decorado para su mejor presentación. Sobre la base de este mismo bizcochuelo se elaboran piononos dulces y piononos salados o agridulces.

### Piononos dulces

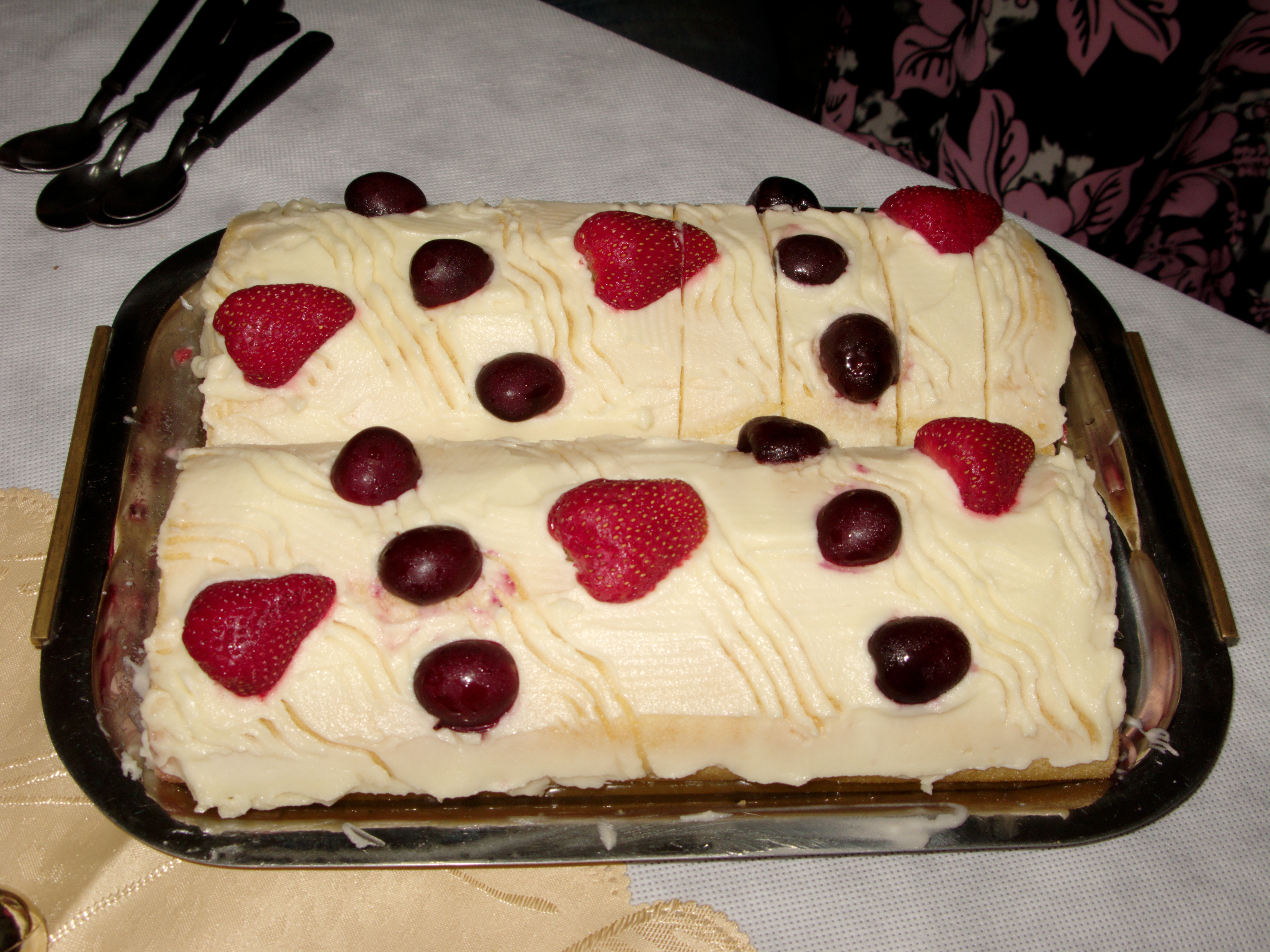
Piononos argentinos dulces.

En el caso de los piononos dulces, el bizcochuelo se rellena con dulce de leche, a veces con el agregado de nueces picadas, o con frutillas con crema Chantilly o, incluso, con helado. El pionono dulce se sirve como plato de postre. En Chile y Colombia se le llama también brazo de reina. Además en Uruguay se elabora el massini, un postre que consiste en dos capas de pionono rellenas con una especie de crema chantilly cubierto de yema quemada.

### Piononos salados o agridulces

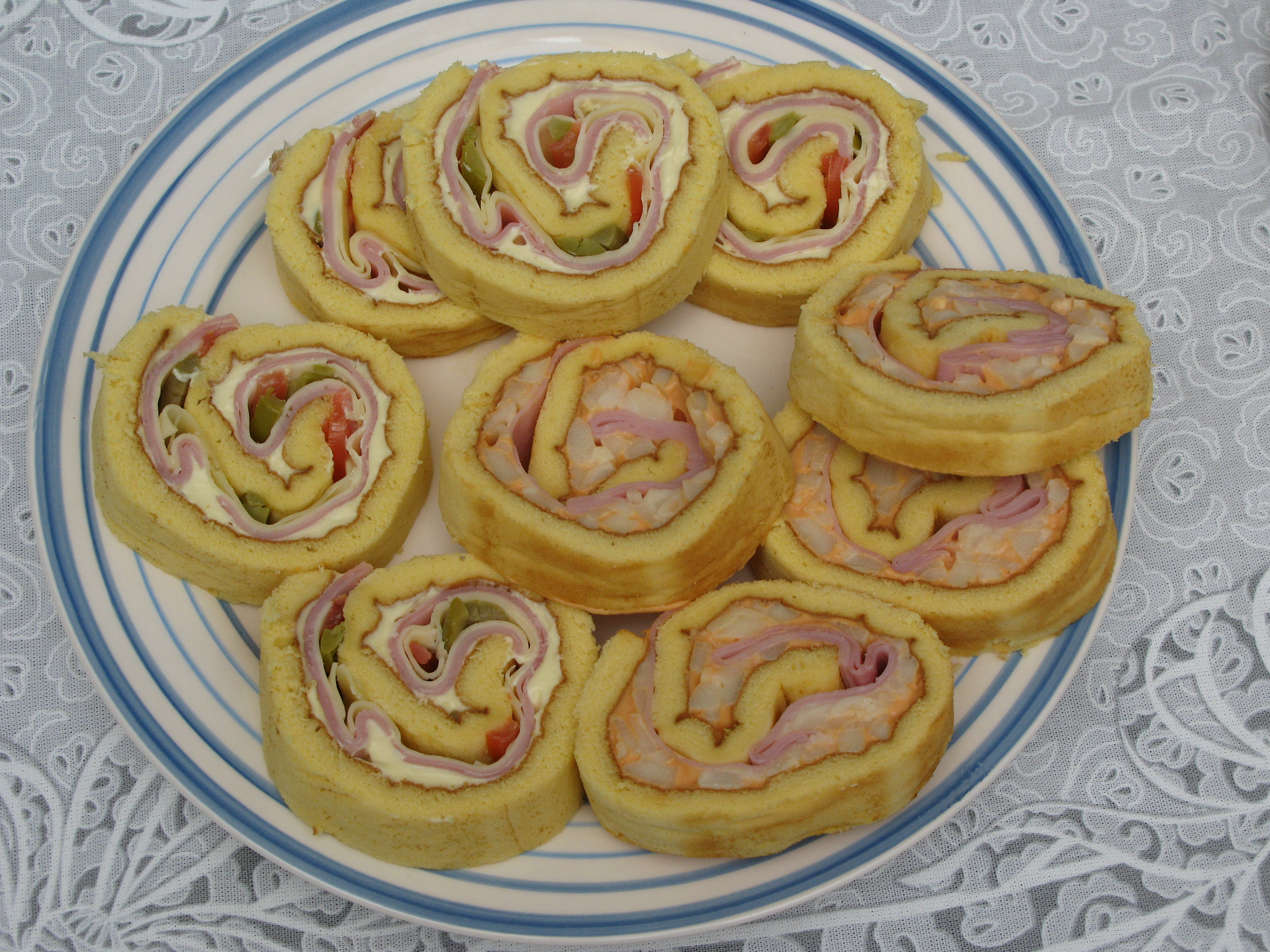
Piononos salados en rodajas.

En el caso de los piononos salados o agridulces, el bizcochuelo se rellena con jamón cocido, queso, tomate, aceitunas y mayonesa, o con jamón cocido, palmitos y salsa golf. También se suele utilizar pollo, atún o huevo duro. El pionono salado se sirve como plato de entrada antes del plato principal, y se suele acompañar de una ensalada de lechuga y tomate. En Argentina y en Uruguay es un plato que se prepara comúnmente para las fiestas de fin de año: Navidad y Año Nuevo. 

### En Cuba y Puerto Rico
En estos países caribeños, los piononos se preparan usando plátanos maduros o amarillos en lugar de bizcochuelo. Se suelen rellenar con un picadillo de carne, mariscos o vegetales; el conjunto se reboza en harina y huevo, para freírlo en abundante aceite.

## Filipinas
En Filipinas, el pionono a veces escrito: «pianono» consiste en una masa horneada, rellena con azúcar, mantequilla o mermelada.